# Roland Dhordain
Roland Dhordain, né le 29 avril 1924 à Saint-Denis (alors dans le département de la Seine) et mort le 22 décembre 2010 à Antony, est une personnalité de la radio française. Il est le créateur de FIP et est directeur de France Inter dans les années 1960.

## Biographie
Roland Dhordain entre comme journaliste à la RTF dans les années 1950, puis il accède à des postes de direction.
En 1955, il devient adjoint au Service des reportages au journal de la RTF.
La même année, il est instructeur (enseignant) au Studio-école, créé par Pierre Schaeffer, et dirigée par André Clavé. Il participe à la création de la première radio locale officielle — Radio Maisons-Laffitte — à la demande d'André Clavé et avec Pierre Desgraupes et Joseph Pasteur, instructeurs également. Les stagiaires africains mettent sur les ondes (préparation, animation, reportage, techniques…), à l'aide de leurs professeurs, des reportages sur la vie locale. Dans le cadre de l'école, ils réalisent de multiples émissions sur les modèles nationaux, mais avec une liberté de ton rafraichissante.
En 1958, il crée Inter Services Routes, premier service radiophonique d'informations routières.
En 1959, il est promu responsable des opérations extérieures.
En 1962, le gouvernement du général de Gaulle, le charge de la réforme de la radio au sein de la RTF. Il transforme Paris-Inter en France Inter et crée France Musique et France Culture.
Il est ensuite nommé directeur des programmes de la RTF, puis directeur de France Inter.
En 1967, il devient directeur de la radio-diffusion de l’ORTF.
En 1971, il prend la direction de la première chaîne de télévision. Il sera le promoteur des journaux régionaux sur France 3 et de la radio FIP avec Jean Garretto et Pierre Codou, deux producteurs de France Inter.
En 1981, il s'occupe de Radio Mont Blanc.
Marié avec la comédienne et productrice de radio Édith Lansac (d), il est le père d'Isabelle Dhordain (1959-2021).

## Publications
- Le Roman de la radio, préface d'Alain Decaux, Éditions de la Table ronde, Paris, 1983  (ISBN 2-7103-0164-4)
- Les taux d’intérêt, 1992, Éditions d’Organisation, avec Olivier Clodong.
- Les banques centrales, 1992, Éditions d’Organisation, avec Olivier Clodong.
- Le Parlement européen, 1993, Éditions d’Organisation, avec Olivier Clodong.
- André Clavé : Théâtre et Résistance – Utopies et Réalités, A.A.A.C., Paris, 1998 – Ouvrage collectif écrit et dirigé par Francine Galliard-Risler, avec de nombreux témoignages enregistrés et retranscrits, et notamment de Roland Dhordain (club des Groupes Rencontres, Studio-école et la première radio locale officielle - Radio Maison-laffitte - pour André Clavé et avec Pierre Desgraupes, accompagnées d'illustrations de Francine Galliard-Risler – Préface de Jean-Noël Jeanneney - Épilogue de Pierre Schaeffer.